# Maunder Minimum
Maunder Minimum (også kaldet det langvarige solpletminimum ) er betegnelsen for perioden mellem 1645 og 1715, hvor der blev observeret forholdsvis få solpletter.
Begrebet blev introduceret af den amerikanske astronom John A. Eddy i en artikel i 1976 i tidsskriftet Science, der havde "The Maunder Minimum". Andre astronomer havde dog også tidligere betegnet perioden efter det irsk/britiske ægtepar Annie og E. Walter Maunder (1851–1928) der studerede solpletter. Den periode som ægteparret undersøgte omfattede også solpletaktiviteten i den anden halvdel af 1600-tallet. Ægteparret udgav to artikler i Edward Maunders navn i 1890 og 1894 om udviklingen i antalltet af solpletter.

## Observationer
Maunder Minimum indtrådte mellem 1645 og 1715, hvor der blev observeret et meget begrænset antal solpletter. Det lave antal skyldtes ikke manglende observationer; i 1600-tallet foretog Giovanni Cassini en systematisk observation af solen på Observatoire de Paris, ligesom andre astronomer foretog observationer af solpletterne. Det samlede antal solpletter i de forskellige år er følgende:
| År   | Antal solpletter                                                  |
| ---- | ----------------------------------------------------------------- |
| 1610 | 9                                                                 |
| 1620 | 6                                                                 |
| 1630 | 9                                                                 |
| 1640 | 0                                                                 |
| 1650 | 3                                                                 |
| 1660 | Nogle solpletter rapporteret af Jan Heweliusz i Machina Coelestis |
| 1670 | 0                                                                 |
| 1680 | 1 stor solplet observeret af Giovanni Cassini                     |

Under Maunder Minimum blev der konstateret et tilstrækkeligt antal solpletter, således af en 11-årig cyklus kunne udledes af observationerne. Maxima i perioden indtraf i 1676, 1684, 1695, 1705 og 1716.
Solpletaktiviteten var i perioden koncentreret om Solens sydlige halvkugle, bortset fra det sidste cyklus, hvor solpletterne også konstateredes på den nordlige halvkugle.

## Klima under Maunder minimum
Perioden under Maunder minimum faldt sammen med Den lille istid, hvor Europa og Nordamerika oplevede et meget koldt klima med lange kolde vintre og forholdsvis kolde somre. I 2011 blev offentliggjort en artikel i Nature Geoscience, der påviste en sammenhæng mellem lav solaktivitet og Jordens klima.